# 후지이 라이카
후지이 라이카(藤井来夏, 1974년 7월 5일 ~ )는 일본의 전직 아티스틱스위밍 선수로, 1996년 하계 올림픽과 2000년 하계 올림픽에 출전했다.